# دائري (مسلسل)
دائري (بالبرتغالية: Carrossel‏) هو تيلينوفيلا برازيلية من تأليف إيريس أبرافانيل وبطولة عددٍ منَ الممثلين بما في ذلك روزان مولهولاند، لاريسا مانويلا، جان باولو كامبوس، ميسا سيلفا، جويلهيرمي سيتا، توماز كوستا، نيكولاس توريس وآنا زيمرمان. عرض على قناة إس بي تي في 21 مايو 2012 إلى 26 يوليو 2013.

## طاقم العمل
- روزان مولهولاند بدور المعلمة هيلينا فرنانديز
- لاريسا مانويلا بدور ماريا جواكينا ميدسن
- جان باولو كامبوس بدور سيريلو ريفيرا
- ميسا سيلفا بدور فاليريا فيريرا
- جويلهيرمي سيتا بدور دافي رابينوفيتش
- توماز كوستا بدور دانييل زاباتا
- نيكولاس توريس بدور جايمي باليلو
- آنا زيمرمان بدور مارسيلينا غويرا

## الصدور
على أدوروسينما حصل المسلسل على متوسط تقييم 5/3.7 بناءً على 61 ملاحظات.